# Kirs
Kirs (en rus: Кирс) és una ciutat de l'óblast de Kírov, a Rússia, segons el cens del 2021 tenia 8.520 habitants. Es troba a la vora del riu Kirs, prop de la seva confluència amb el Viatka, a 170 km al nord-est de Kírov i a 959 km al nord-est de Moscou.

## Història
Kirs va ser fundada prop d'una forja construïda el 1729. El 1862 la fàbrica siderúrgica fou reequipada per produir acer, i rebé l'estatus d'assentament urbà el 1938 i el de ciutat el 1965.